# Il mistero del principe Valiant
Il mistero del principe Valiant (Prince Valiant) è un film del 1997 diretto da Anthony Hickox. Si ispira alle vicende dei Cavalieri della Tavola Rotonda e in particolare al personaggio del principe Valiant, creato da Hal Foster negli anni trenta per il fumetto omonimo,  nonché ai personaggi di Re Artù, Gawain e Fata Morgana.

## Trama
Ai tempi di Artù, leggendario re di Camelot, i Cavalieri della Tavola Rotonda si destreggiano tra avventure e visite agli ospiti del palazzo, tra cui la bellissima principessa Ilene. Il giovane scudiero Valiant, segretamente innamorato di lei sin da bambino, ma troppo timido per dichiararsi, si accontenta di accompagnarla nel viaggio verso il Galles, quando la fanciulla deve raggiungere il promesso sposo principe Arn, e lo fa sotto le spoglie del padrone ferito, sir Gawain. Nel frattempo, la fata Morgana, sorella di re Artù, convince il malvagio Sligon, tiranno del vichingo regno di Thule, a rubare Excalibur, la spada di Artù, in modo da provocarne la caduta. Sligon tenta l'impresa aiutato dal fratello Thagnar. Le vicende si intrecciano.

## Colonna sonora
- Nella colonna sonora è presente il brano What Are We Waiting For, cantato in duetto da Zucchero Fornaciari e Alannah Myles.